# Село-при-Радохові Васі
Село-при-Радохові Васі (словен. Sela pri Radohovi vasi) — поселення в общині Іванчна Гориця, Осреднєсловенський регіон, Словенія. Висота над рівнем моря: 327 м.